# Raïon de Malaryta
Le raïon de Malaryta (en biélorusse : Маларыцкі раён, Malarytski raïon) ou raïon de Malorita (en russe : Малоритский район, Maloritski raïon) est une subdivision de la voblast de Brest, en Biélorussie. Son centre administratif est la ville de Malaryta.

## Géographie
Le raïon couvre une superficie de 1 373,63 km2, dans le sud-ouest de la voblast. Le raïon de Malaryta est limité au nord par le raïon de Brest, le raïon de Jabinka et le raïon de Kobryn, à l'est et au sud par l'Ukraine (oblast de Volhynie) et à l'ouest par le raïon de Brest.

## Histoire
Le raïon de Malaryta fut établi le 15 janvier 1940 comme subdivision de la nouvelle voblast de Brest, créée le 4 décembre 1939 sur le territoire de la partie orientale de la Pologne, annexée par l'Union soviétique.
Le 25 décembre 1962, le raïon de Malaryta fut supprimé et son territoire rattaché au raïon de Brest, mais il fut rétabli le 6 janvier 1965.

## Population

### Démographie
Les résultats des recensements (*) montrent une relative stabilité de la population du raïon jusqu'aux années 1990. Les premières années du XXIe siècle ont vu au contraire une diminution sensible de la population..
| 1959*  | 1970*  | 1979*  | 1989*  | 1999*  | 2009*  |
| ------ | ------ | ------ | ------ | ------ | ------ |
| 30 282 | 32 031 | 30 610 | 29 167 | 29 055 | 25 780 |

### Nationalités
Selon les résultats du recensement de 2009, la population du raïon se composait de trois nationalités principales :
- 88,34 % de Biélorusses ;
- 7,18 % d'Ukrainiens ;
- 3,75 % de Russes.

### Langues
En 2009, la langue maternelle était le biélorusse pour 56,6 % des habitants du raïon de Malaryta et le russe pour 38,1 %. Le biélorusse était parlé à la maison par 28,1 % de la population et le russe par 68,6 %.